# Estación de Huelva (RTC)
Huelva, también conocida coloquialmente como la estación de Riotinto, fue una estación de ferrocarril situada en el municipio español de Huelva, en la provincia homónima. Cabecera del ferrocarril minero de Riotinto, dispuso de importantes instalaciones que incluían talleres, cocheras, un enclavamiento y una espaciosa playa de vías, llegando a ser una de las principales estaciones de la ciudad. En la actualidad no se conserva el antiguo complejo ferroviario.

## Historia
La estación pertenecía al llamado ferrocarril de Riotinto, de vía estrecha, que la Rio Tinto Company Limited (RTC) había construido en la década de 1870 para transportar los minerales extraídos hasta la costa. Además del tráfico de mineral y mercancías, también hubo servicios de pasajeros. 
La compañía construiría en Huelva un importante complejo ferroviario que también disponía de edificio de pasajeros, permitiendo la comunicación de la capital provincial con importantes poblaciones del norte, como Riotinto, Zalamea la Real, El Campillo o Nerva. Desde la estación también partía un ramal que enlazaba el ferrocarril minero con el puerto de Huelva y el muelle-cargadero de minerales. Los servicios de viajeros se mantendrían hasta 1968, mientras que el trazado Huelva-Las Mallas fue cerrado al tráfico en 1974. La estación de Huelva fue cerrada oficialmente el 4 de abril de 1974, encargándose la locomotora n.º 202 de remolcar todo el material móvil que había en el recinto. El resto de la línea se mantuvo operativa hasta su clausura en 1984.

## Instalaciones
Además del edificio de viajeros, la estación dispuso de una amplia playa de vías, una torre-enclavamiento para los cambios de agujas, talleres, cocheras, un puente giratorio, muelles y almacenes de mercancías, etc. De hecho, los talleres generales del ferrocarril de Riotinto se encontraban situados en Huelva. Así mismo, el tráfico de toda la línea se controlaba desde una oficina en Huelva.